# Artogerassa
Artogerassa (em armênio/arménio: Արտագերս; romaniz.: Artagerk) foi uma fortaleza histórica no cantão de Arsarúnia, província de Airarate, na Armênia. Até agora, sua localização exata não foi especificada. Alguns identificam-na com a Fortaleza Azul que estava na mesma província e é citada por historiadores posteriores armênios e estrangeiros. No século IV, o rei Ársaces II (r. 350–368) a reconstruiu e manteve ali o tesouro real. Pouco após sua morte, a rainha mãe Farranzém e o herdeiro Papa (r. 370–374) ali se refugiaram devido a invasão da Armênia por tropas do Império Sassânida, mas foram cercados. Ela foi capturada e Farranzém e o tesouro real foram levados à Pérsia.